# Crematogaster egidyi
Crematogaster egidyi är en myrart som beskrevs av Auguste-Henri Forel 1903. Crematogaster egidyi ingår i släktet Crematogaster och familjen myror.

## Underarter
Arten delas in i följande underarter:
- C. e. egidyi
- C. e. ingvei
- C. e. spinozai
- C. e. szaboi